# Cobourg (race ovine)
Le mouton de Cobourg ou roux de Cobourg, en allemand Coburger Fuchsschaf (mouton renard de Cobourg), ou Corbuger, est une race ovine allemande originaire comme son nom l'indique de la région de Cobourg, dans qui était le duché de Saxe-Cobourg et Gotha. Elle est caractérisée par sa robe entièrement rousse ou roux doré à la naissance qui s'estompe vers le doré avec l'âge, sauf sur la tête, les pattes et le ventre qui demeurent roux foncé. Certains animaux adultes conservent une ligne foncée sur le dos.

## Histoire
Cette race descend de moutons autrefois largement répandus dans le pays de moyenne montagne autour de Cobourg. Elle a failli s'éteindre au lendemain de la Seconde Guerre mondiale, mais la ténacité d'éleveurs du Fichtelgebirge a commencé ensuite à inverser la tendance. Elle est reconnue par la Deutsche Landwirtschafts-Gesellschaft en 1966. Il y a déjà trente-quatre éleveurs en 1993. Cette race à la robe originale est soutenue aujourd'hui par des subventions venant des Länder de Bavière et de Basse-Saxe. Elle est élevée pour sa laine qui donne 3 à 4 kg par an en moyenne par femelle adulte et 5 kg par mâle adulte, et aussi pour l'entretien des pâturages. Elle est répandue aujourd'hui dans toute l'Allemagne.

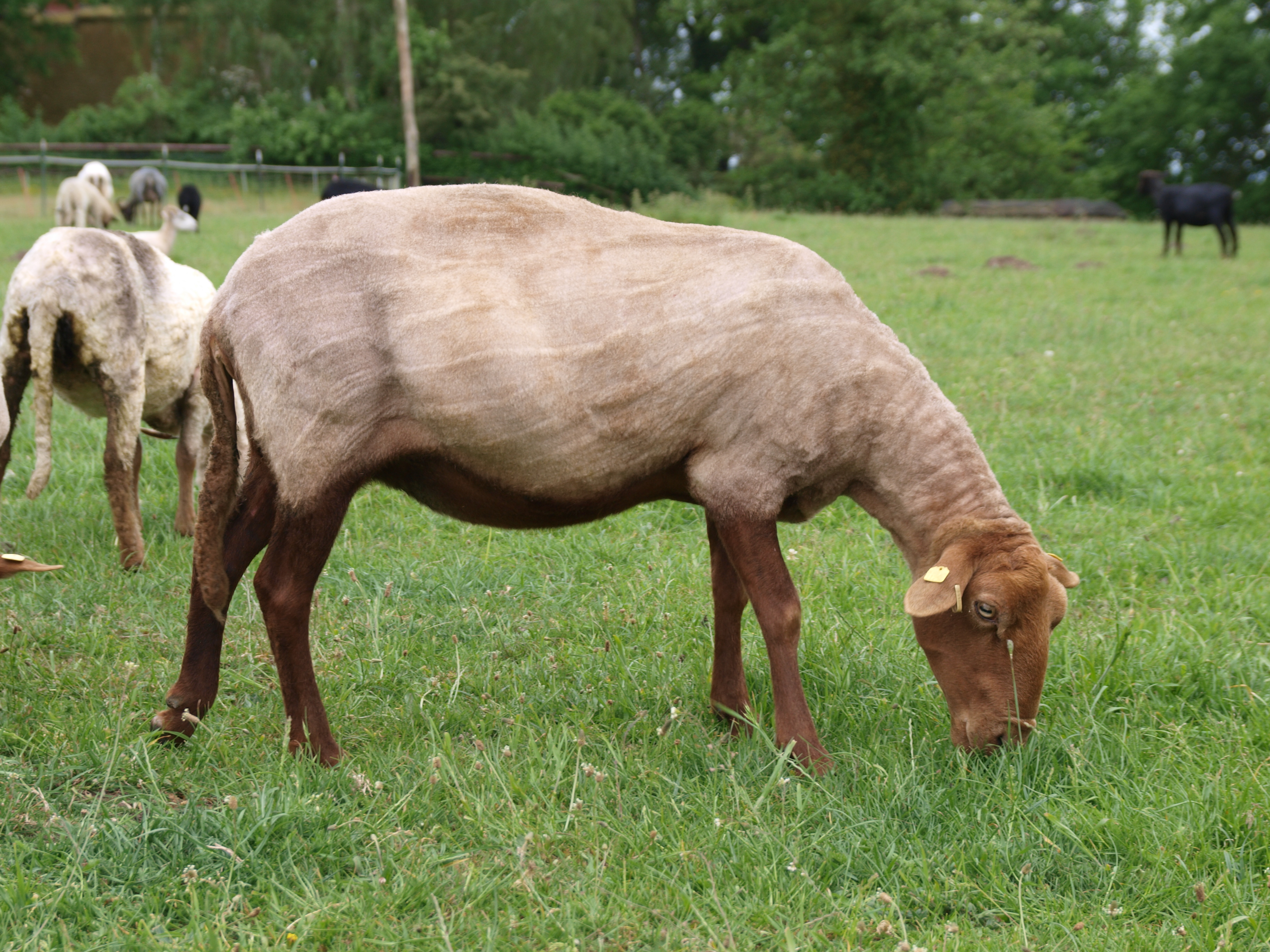
Brebis tondue
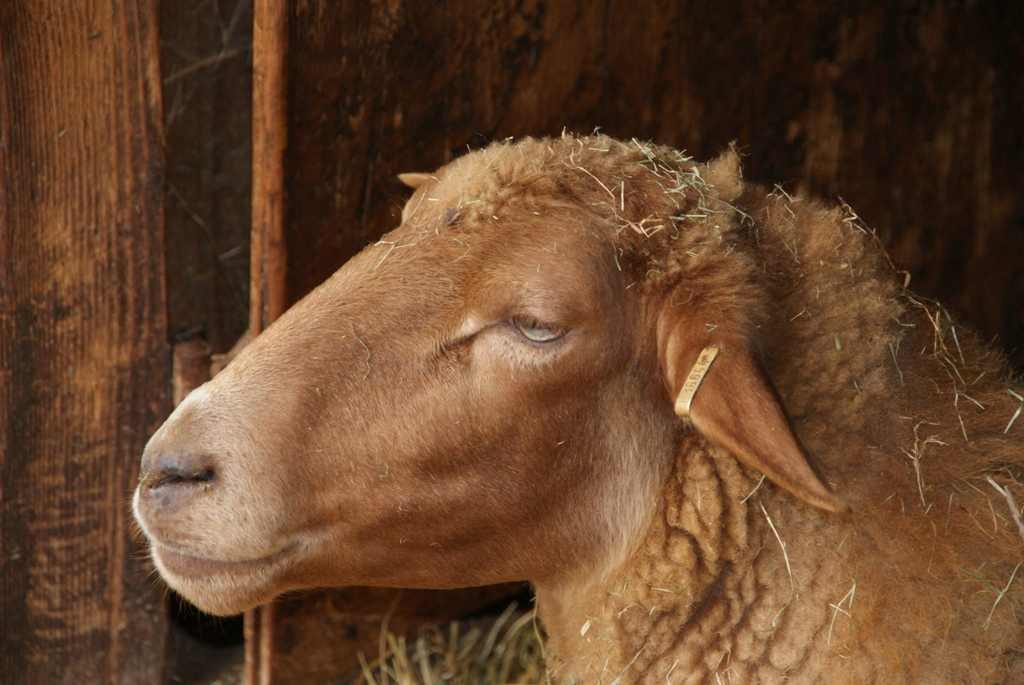
Tête
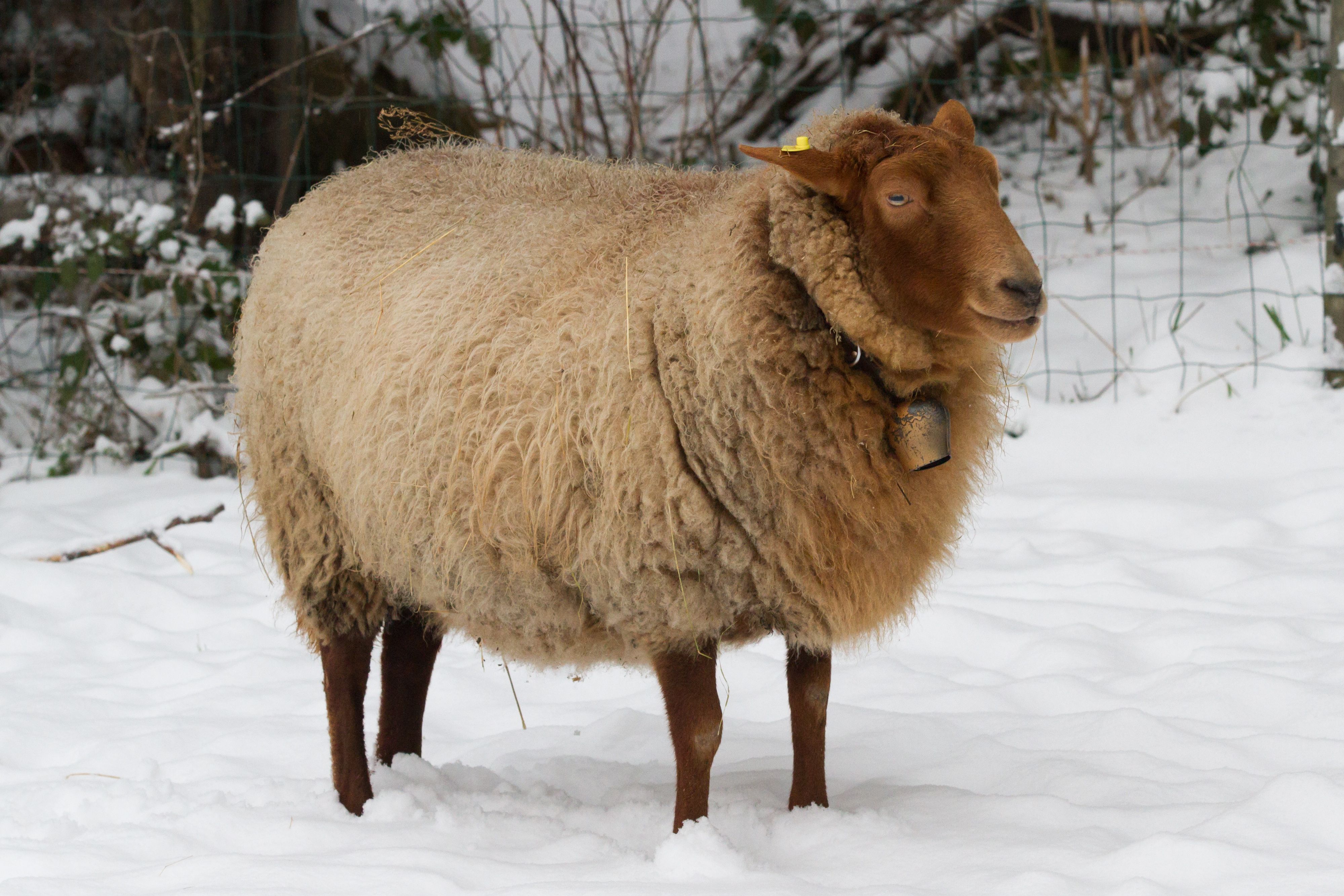
Mouton en pleine laine en décembre

## Description

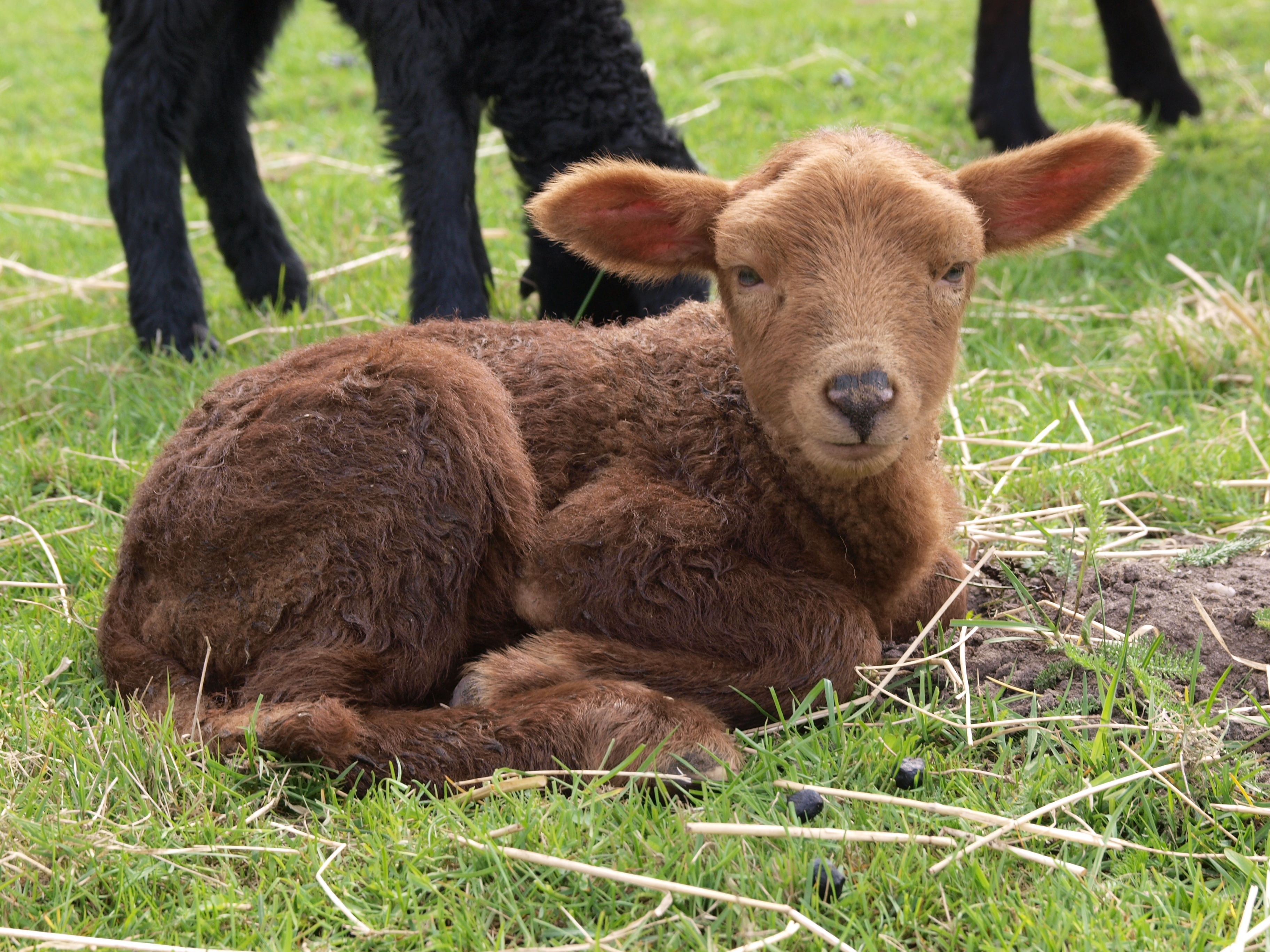
Agneau de quatre jours.

C'est un mouton de taille moyenne à tête petite et sans cornes et aux oreilles très légèrement pendantes, de couleur rousse pour la tête, les pattes et le ventre qui sont glabres. Le mâle pèse en moyenne 80 kg et la femelle 70 kg, avec une taille respective de 80 cm et 70 cm au garrot.
C'est une race rustique, endurante et prolifique puisque la brebis donne naissance à trois agneaux en deux ans.